# Festival de Raindance
Le festival de Raindance est un festival de cinéma indépendant créé en 1992 par Elliot Grove et une école de cinéma implantée dans plusieurs villes.

## Festival
Le festival se déroule chaque année depuis 1992 et récompense principalement les films indépendants. Il est patronné par des personnalités comme Ewan McGregor, Terry Gilliam, Mike Figgis, Ken Loach et Marky Ramone.
Elliot Grove est également le créateur des British Independent Film Awards, en 1998. Le magazine américain Variety classe le festival parmi le top 50 des festivals de cinéma à ne pas rater. Le festival Raindance présente des longs et courts métrages de cinéastes du monde entier à un public composé de producteurs et d'acheteurs de films, de journalistes, d'amateurs de cinéma et de cinéastes. En 2009,  6069 participants ont assisté au Raindance Film Festival, 4694 en 2010. Selon le site internet du festival, il y eut 13 500 participants en 2012 et 80 000 fidèles en ligne.

## École
L'école de Raindance est implantée à Londres, New York, Toronto, Montreal, Budapest, Berlin et Bruxelles. Elle compte parmi ses anciens élèves : Sacha Baron Cohen, David Yates, Edgar Wright, Matthew Vaughn, Alison Owen, Guy Ritchie, Ben Miller, Christopher Nolan, Kirk Jones, Mark Mahon, Emily Lloyd, Vadim Jean, Allin Kempthorne, Nick Hornby, Roland Gift, Julian Fellowes, Paul Brooks (en), Clive Bradley et Jeremy Bolt (en).